# Lycopteridae
Lycopteridae es una familia extinta de peces actinopterigios prehistóricos. Fue descrito por Liu, Su, Huang & Chang en 1963.
Vivió en China y Japón.

## Géneros
- Lycoptera Müller, 1848
- Aokiichthys Yabumoto 1994
- Changichthys Su 1991
- Yungkangichthys Chang and Chou 1974